# Jurij Schilder-Schuldner
Jurij Ivanovič Schilder-Schuldner (4. května 1816 Vitebsk – 7. května 1878 Adrianopol) byl ruský generálporučík (30. srpna 1873), velitel 5. pěší divize.

## Životopis

### Mládí
Narodil se ve Vitebsku 4. května 1816 a pocházel ze šlechtické rodiny ve Vitebské gubernii. Vzdělání získal v Konstantinovské dělostřelecké škole, z níž byl 27. července 1837 vyřazen jako praporčík do Jekatěrinburského pěšího pluku. Aby se dále vzdělával, byl záhy převelen do Důstojnické střelecké školy v Oranienbaumu, poté byl zařazen do jejího velitelského kádru a jmenován pomocným velitelem roty. Byl trvale převelen do kadetky, aby zajišťoval řádný frontový výcvik, a za vynikající výsledky byl s vyznamenáním převelen do Semjonovského gardového pluku, aniž by byl vyřazen ze střelecké školy.

### Postup
V roce 1853 byl povýšen na gardového kapitána; o dva roky později byl v hodnosti podplukovníka jmenován mladším štábním důstojníkem Důstojnické střelecké školy a v roce 1856 byl povýšen na plukovníka a jmenován velitelem střelců této školy. Za Krymské války patřil k jednotce střežící pobřeží Baltského moře v Petrohradské gubernii.
V roce 1856 byl jmenován velitelem praporu téže školy. Jako velitel praporu vyučoval Schilder-Schuldner careviče Nikolaje Alexandroviče a velkovévodu Alexandra Alexandroviče vojenské řády.

### Velitelská kariéra
V roce 1860 byl Schilder-Schuldner jmenován velitelem 14. oloněckého pěšího pluku, v jehož čele se v roce 1863 zúčastnil kampaně na potlačení polského povstání. Za činy ze 7. a 9. února 1863 poblíž vesnic Trojačin a Gomislovica obdržel 15. března osobní nejvyšší shovívavost a zlatou šavli s nápisem „Za chrabrost“.
Na konci roku 1863 byl jmenován velitelem gardového granátnického pluku a 19. dubna 1864 byl povýšen na generálmajora a schválen na své pozici. Současně v letech 1863–1864 působil jako vojenský velitel ve Włocławku a vojenský velitel trati Varšava–Bromberg. V roce 1867 obdržel do svěřenství majetky v Polském království.
Během této doby obdržel mimo jiné vyznamenání řád sv. Anny 2. stupně (v roce 1862), řád sv. Vladimíra 4. stupně (za bezúhonnou službu 25 let v důstojnických hodnostech v roce 1864), řád sv. Vladimíra 3. stupně (v roce 1866) a řád sv. Stanislava 1. stupně (v roce 1868).
13. dubna 1870 byl jmenován do Svity jeho imperátorského veličenstva a 21. června 1872 velitelem 5. pěší divize; 30. srpna 1873 byl povýšen na generálporučíka a potvrzen ve funkci velitele této divize.

### Dobytí Nikopole
Od zahájení rusko-turecké války v roce 1877 se Schilder-Schuldner v ní aktivně podílel se svojí divizí a účastnil se dobytí Nikopole.
Podle plánu útoku na Nikopol 3. červencejul. měla být pod velením generálporučíka Schilder-Schuldner vyslána kolona na levou stranu řeky Osăm. S cílem odříznout postavení nepřítele měla obejít komunikace z Orjachova do Plevenu. Plán útoku na pevnost Nikopol byl následující: na vnějším kraji levého křídle za řekou Osăm byl položen generálporučík Schilder-Schuldner se třemi pluky; napravo od něj pod osobním velením a rozkazy velitele sboru barona Krüdenera působily čtyři pluky s pěti bateriemi. Generál Schilder-Schuldner měl zahájit útok jako první a po překročení mostu přes Osăm se mělo celé pravé křídlo přesunout k předním tureckým opevněním a zaútočit na ně bodákovým útokem. Z rumunského břehu měl být útok podpořen odstřelováním pevnosti šesti bateriemi obléhacích děl.
Tento plán byl proveden jako při manévrech a vedl k výsledkům, které předčily všechna očekávání. V půl čtvrté ráno 3. července,jul. jakmile se rozednilo, zazněl z levého křídla první dělostřelecký výstřel a kanonáda začala. Pět devítipalcových baterií (1. a 2. z 5. dělostřelecké brigády a 1., 2. a 3. z 31. dělostřelecké brigády) zahájilo palbu na nepřátelské baterie v předních opevněních ve vzdálenosti 1 800 sáhů. Navzdory vzdálenosti a opětované palbě Turků bylo v průběhu hodiny a půl umlčeno pět tureckých baterií. Pouze jedna turecká baterie schovaná za členitým terénem a stromy nemohla být zlikvidována a měla jistý vliv na další vývoj.
Mezitím vojska generála Schildera-Schuldnera pokračovala v postupu a obléhací dělostřelectvo z druhého břehu působilo strašlivou destrukci pevnosti i města. Ve městě vzplál požár. Ve 2 hodiny odpoledne oddíl Schilder-Schuldnera Turky z jejich opevněných pozic vytlačil a obsadil most přes Osăm. Touto akcí Schilder-Schuldner otevřel cestu úplnému dobytí Nikopole ruskými jednotkami, ale byl se svým oddílem stažen do zálohy a ponechán k ostraze mostu a předměstského opevnění.

### Boje u Plevenu
K dobytí Plevenu byly 8. červencejul. odeslány tři pluky 5. pěší divize z IX. armádního sboru generálporučíka von Krüdenera: 17. archangelský pěší a 18. vologdský pěší, které tvořily 1. brigádu této divize a 19. kostromský pěší s příslušnými počty jezdectva a dělostřelectva pod celkovým velením náčelníka této divize, generálporučíka Schildera-Schuldnera.
8. červencejul. bylo na město zaútočeno současně ze dvou stran: dva pluky 1. brigády ze severu a Kostroma s jednou osmičlennou baterií byl vyslán z jihu. Útok byl neúspěšný a strana musela ustoupit na východ po silnici vedoucí do Bjaly. Obrovské ztráty v prvním případě poblíž Plevenu a dokonce i neúspěch samotné bitvy lze částečně připsat skutečnosti, že generál Schilder-Schuldner vedl pěchotu k útoku v uzavřených kolonách.
V sovětské literatuře je uvedeno následující hodnocení akcí von Krüdenera a Schilder-Schuldnera během prvního útoku na Pleven: „Ofenzíva byla prováděna slabými silami operujícími z různých směrů; nedošlo k žádné interakci mezi severní a východní skupinou; velení podcenilo nepřítele a neposkytlo nezbytné rezervy na podporu vojsk; útočné akce Rusů byly omezeny hlavně na frontální útoky pěchoty tureckých opevnění; kavalérie nebyla použita k útoku na křídlo a týl nepřítele.“

### Smrt
Po obsazení Plevenu 28. listopadujul. a dokončení s tím spojených záležitostí se Schilder-Schuldner se svou divizí ještě v zimě podílel na přechodu Staré planiny. Velel levé koloně vojsk západního odřadu generálporučíka Josifa Gurka, která se skládala z 9 praporů, 13 švadron a 32 děl. Zajišťoval pravé křídlo proti akcím tureckých sil z opevněného tábora poblíž dědiny Litakovo. Po překročení balkánských hor se podílel na osvobození Sofie. Ještě v zimě se podílel na čištění Thrákie od zbytků středoturecké armády a velel koloně postupující údolím řeky Topolnica. Následně se účastnil na dobytí Pazardžiku a se svojí jednotkou zahradil Sulejmanu pašovi ústupovou cesty do Adrianopole.
Zemřel Adrianopoli záhy po uzavření Sanstefanského míru 7. květnajul. 1878.

## Vyznamenání
Ruská:
- Záslužný odznak dvaceti let bezúhonné služby (1859)
- Řád sv. Anny 2. sv. (1862)
- Zlatá šavle „Za chrabrost“ (1863)
- Řád svatého Vladimíra 4. stupně s šerpou za 25 let služby (1864)
- Řád svatého Vladimíra 3 stupně (1866)
- Řád svatého Stanislava 1. stupně (1868)
- Řád sv. Anny 1. stupně (1872)
- Řád svatého Vladimíra 2. stupně (1876)

Zahraniční:
- Pruský řád červeného orlice 3. stupně (1860)
- Rakouský řád železné koruny (1862)